# تیرماهی سرزرد
تیرماهی سرزرد یا تیرماهی هلفریچ (نام علمی: Nemateleotris helfrichi)، گونهای از تیرماهی‌های بومی اقیانوس آرام است.
آنها ماهی‌های کوچکی هستند که حداکثر طول آنها به ۶ سانتیمتر (۲٫۴ اینچ) می‌رسد. آنها دارای سر زرد روشن با پیشانی بنفش با سایه‌های بنفش و سفید بر روی بدن هستند. آنها دارای ۷ باله پشتی با ۲۸–۳۱ خار نرم پشتی و ۱ باله مقعدی با ۲۶–۲۸ خار نرم مقعدی هستند.